# Figli della Mezzanotte
I Figli della Mezzanotte (Midnight Sons) sono un gruppo di personaggi dei fumetti pubblicati dalla Marvel Comics. Spesso impegnati in avventure a sfondo sovrannaturale, sono i successori di un antico ordine di protettori mistici.

## Le origini
La squadra venne creata dai Ghost Rider, Danny Ketch e Johnny Blaze, quando lo spirito della vendetta ebbe una visione in cui Lilith, madre di tutti i demoni, resuscitava e progettava di conquistare la Terra. Successivamente, gli eroi dovettero riunirsi per combattere un loro stesso membro, Blade, posseduto da un'entità demoniaca.

## L'Assedio delle Tenebre
I Figli della Mezzanotte devono nuovamente allearsi per combattere la progenie di Lilith. Nonostante il tradimento di Morbius che, infettato da sangue demoniaco, uccide Louise Hastings, gli eroi riescono a rispedire i demoni nella loro dimensione. Successivamente il gruppo deve combattere uno squadrone di demoni fedeli a Zarathos. Durante lo scontro il Dottor Strange, alleato del gruppo, scompare e viene sostituito da Strange, un costrutto mistico, mentre Ghost sconfigge Zarathos ; tutti gli eroi tuttavia riescono a prevalere sul loro nemico.

## Marvel Zombies
Un nuovo team di Figli della Mezzanotte viene creato da A.R.M.O.R., un ente governativo che controlla e sorveglia le realtà alternative alla Terra 616. La squadra, capeggiata da Morbius, arruola tra le sue file Daimon Hellstrom, Jennifer Kale, l'Uomo Cosa e Licantropus, riuniti per contenere un virus zombie proveniente da un universo parallelo.